# Nie wspominający
Nie wspominający (ros. Непоминающие), antysergianie – grupa duchownych i popierających ich wiernych Rosyjskiego Kościoła Prawosławnego, która odwróciła się od pełniącego obowiązki zwierzchnika tego Kościoła metropolity Sergiusza (Stragorodskiego) po ogłoszeniu przezeń w dniu 29 lipca 1927 deklaracji lojalności wobec władz stalinowskich. Jako dowód swojej dezaprobaty wobec działalności metropolity Sergiusza duchowni ci przestali wymieniać jego imię w czasie Świętej Liturgii, w momentach, gdy wypowiadane są słowa modlitwy za zwierzchnika lokalnego Kościoła. 
Ruch nie wspominających nie był jednorodny. Grupa skupiona wokół metropolity Anatangela uznawała Sergiusza za duchownego działającego zgodnie z prawem kanonicznym, ale podkreślała swój protest wobec jego koncepcji dalszych działań Cerkwi. Zwolennicy metropolity Cyryla uważali Sergiusza za uzurpatora godności locum tenens tronu patriarchy Moskwy, ale uznawali sprawowane przez niego sakramenty. Wreszcie najbardziej radykalna grupa josifian głosiła, że Sergiusz poprzez ugodę z WKP(b) wykluczył się ze stanu duchownego. 
Nie wspominający nie zdołali wpłynąć na kierunek dalszych działań metropolity, chociaż ich stanowisko posiadało znaczne poparcie wśród hierarchii Cerkwi Rosyjskiej (26 biskupów deklarowało się jako zwolennicy jednego z trzech nurtów ruchu).